# Арбанашка (Прокупље)
Арбанашка је насељено место града Прокупља у Топличком округу. Према попису из 2022. у селу је живело 8 становника (према попису из 2002. село је имало 51 становника).

## Историја
По причама тамошњих мештана, у Арбанашку и друга околна села су се почетком 20. века из Црне Горе доселили преци данашњих становника. Они су бирали место за насељавање са брдско-планинским рељефом, какав је у Арбанашкој, зато што су пре тога живели на таквом подручју. Пре тога су ове крајеве насељавали углавном Турци и Арбанаси. Претпоставља се да је по Арбанасима село добило име.

## Култура
У селу се налази Црква Преображења Господњег, која датира још из времена Немањића. Крајем прошлог и почетком овог века, црква је била прилично запуштена и руинирана, све до 2015. и 2016. године, када је обновљена на иницијативу и уз помоћ верника и добротвора пореклом из овог села. 19. августа 2019. године, након вишедеценијског прекида, обновљена је традиција обележавања празника Преображења Господњег у порти ове цркве, на месту где су се некада, поводом овог празника и сабора, окупљали мештани целе Топлице. Арбанашко звоно се тада поново чуло након 70 година.
У непосредној близини цркве, исте године започела је изградња Манастира Дубока Долина, који ће такође бити посвећен празнику Преображењу Господњем.

## Лековити извор
У близини Цркве Преображења Господњег у Арбанашкој, налази се извор питке воде, која је према предањима одавно сматрана лековитом и чудотворном. Ова вода извире испод заветног храста старог око 500 година.

## Демографија
Према попису из 2002. године, у насељу Арбанашка живи 50 пунолетних становника, а просечна старост становништва износи 59,2 година (52,6 код мушкараца и 64,6 код жена). У насељу има 27 домаћинстава, а просечан број чланова по домаћинству је 1,89.
Ово насеље је великим делом насељено Србима (према попису из 2002. године).
|  |

| Демографија | Демографија | Демографија |
| Година      | Становника  | Становника  |
| ----------- | ----------- | ----------- |
| 1948.       | 474         |             |
| 1953.       | 511         |             |
| 1961.       | 458         |             |
| 1971.       | 300         |             |
| 1981.       | 166         |             |
| 1991.       | 105         | 105         |
| 2002.       | 51          | 51          |

| Етнички састав према попису из 2002.‍ | Етнички састав према попису из 2002.‍ | Етнички састав према попису из 2002.‍ | Етнички састав према попису из 2002.‍ | Етнички састав према попису из 2002.‍ |
| ------------------------------------ | ------------------------------------ | ------------------------------------ | ------------------------------------ | ------------------------------------ |
|                                      |                                      |                                      |                                      |                                      |
| Срби                                 | Срби                                 |                                      | 50                                   | 98,03%                               |
| непознато                            | непознато                            |                                      | 1                                    | 1,96%                                |

| Година пописа     | 1948. | 1953. | 1961. | 1971. | 1981. | 1991. | 2002. |
| ----------------- | ----- | ----- | ----- | ----- | ----- | ----- | ----- |
| Број домаћинстава | 71    | 72    | 79    | 73    | 54    | 46    | 27    |

| Број чланова      | 1  | 2  | 3 | 4 | 5 | 6 | 7 | 8 | 9 | 10 и више | Просек |
| ----------------- | -- | -- | - | - | - | - | - | - | - | --------- | ------ |
| Број домаћинстава | 10 | 10 | 7 | 0 | 0 | 0 | 0 | 0 | 0 | 0         | 1,89   |

| Пол    | Укупно | Неожењен/Неудата | Ожењен/Удата | Удовац/Удовица | Разведен/Разведена | Непознато |
| ------ | ------ | ---------------- | ------------ | -------------- | ------------------ | --------- |
| Мушки  | 23     | 9                | 13           | 1              | 0                  | 0         |
| Женски | 28     | 1                | 13           | 14             | 0                  | 0         |
| УКУПНО | 51     | 10               | 26           | 15             | 0                  | 0         |

| Пол    | Укупно                    | Пољопривреда, лов и шумарство | Рибарство                            | Вађење руде и камена | Прерађивачка индустрија       |
| ------ | ------------------------- | ----------------------------- | ------------------------------------ | -------------------- | ----------------------------- |
| Мушки  | 12                        | 7                             | 0                                    | 0                    | 3                             |
| Женски | 5                         | 5                             | 0                                    | 0                    | 0                             |
| УКУПНО | 17                        | 12                            | 0                                    | 0                    | 3                             |
| Пол    | Производња и снабдевање   | Грађевинарство                | Трговина                             | Хотели и ресторани   | Саобраћај, складиштење и везе |
| Мушки  | 0                         | 0                             | 0                                    | 0                    | 0                             |
| Женски | 0                         | 0                             | 0                                    | 0                    | 0                             |
| УКУПНО | 0                         | 0                             | 0                                    | 0                    | 0                             |
| Пол    | Финансијско посредовање   | Некретнине                    | Државна управа и одбрана             | Образовање           | Здравствени и социјални рад   |
| Мушки  | 0                         | 0                             | 0                                    | 2                    | 0                             |
| Женски | 0                         | 0                             | 0                                    | 0                    | 0                             |
| УКУПНО | 0                         | 0                             | 0                                    | 2                    | 0                             |
| Пол    | Остале услужне активности | Приватна домаћинства          | Екстериторијалне организације и тела | Непознато            | Непознато                     |
| Мушки  | 0                         | 0                             | 0                                    | 0                    | 0                             |
| Женски | 0                         | 0                             | 0                                    | 0                    | 0                             |
| УКУПНО | 0                         | 0                             | 0                                    | 0                    | 0                             |